# James Cronin
James Cronin ili punim imenom James Watson Cronin (Chicago, 29. rujna 1931.), američki nuklearni fizičar. Doktorirao (1955.) na Sveučilištu u Chicagu. Profesor fizike na Sveučilištu Princeton od 1958., od 1971. na Sveučilištu u Chicagu. Svojim radovima o invarijantnim jednadžbama i simetriji naboja (zamjenjivanje čestica njihovim antičesticama) pridonio usavršavanju komore za detekciju atomskih čestica. Godine 1980., s V. L. Fitchom, dobio Nobelovu nagradu za fiziku, za pokus kojim su 1964. ustanovili da se K-mezoni raspadaju na 2, a ne na 3 π-mezona (pion), to jest za otkriće narušenja temeljnih načela simetrije u raspadu neutralnih K-mezona. Iz narušavanja fundamentalnoga načela simetrije nuklearnih čestica se zaključuje da su istodobno stvorene jednake količine materije i antimaterije mogle zajedno postojati, a da se odmah ne ponište.

## CP-simetrija
CP-simetrija je simetrija zakona fizike s obzirom na zajedničku promjenu naboja i parnosti odnosno zahtjev da se jednako odvijaju procesi u našem svijetu i svijetu koji bi se dobio od njega uzastopnom primjenom prostornog zrcaljenja (P-transformacijom) i zamjenom čestica antičesticama (C-transformacijom). Odstupanje od te simetrije (CP-narušenost) jedan je od preduvjeta za stvaranje viška materije prema antimateriji u svemiru, a time i preduvjet našega postojanja. CP-narušenost otkrivena je u slabim raspadima K-mezona (James Cronin i Val Logsdon Fitch, 1964.), a u novije doba mjeri se i u raspadima B-mezona.